# Totally Tooned In
Totally Tooned In (no Brasil, Totalmente Ligado, e em Portugal, Mister Magoo e Companhia) foi uma série de desenho animado de televisão americana sindicalizada, criada por Rob Word composta por desenhos teatrais dos estúdios de animação da Columbia Pictures e da UPA. A série foi produzida em 1999 até 2000 pela Columbia TriStar International Television (agora conhecida como Sony Pictures Television) e transmitida em vários mercados internacionais antes de fazer sua estreia na televisão americana na Antenna TV em 8 de janeiro de 2011. Tinha a curiosidade de lembraça da Cartoon Network da época, quando aos separados de continuidade.
No Brasil, foi exibido entre os anos de 2002 e 2004 pelos canais pagos Cartoon Network (onde foi exibido dentro do bloco Hora Acme) e Boomerang. Foi também exibido na TV aberta pelo programa infantil TV Globinho da Globo.
Em Portugal, o "Totally Tooned In" estreou na RTP Memória em 2008 e esteve no ar até 2009, sem qualquer transmissão antecessora na RTP1 ou na RTP2. O canal manteve a versão original e ocasionalmente registou o programa no tópico "Séries Estrangeiras" (normalmente os desenhos animados quer nacionais quer internacionais são registados no tópico "Infantis e Juvenis"). Os episódios passaram em vários horários no espaço "Desenhos Animados", mas não fez sucesso no país.

## Sinopse
Compilação de vários clássicos da animação, em que o personagem principal é o Mr. Magoo, um velhinho pitosga, desastrado e teimoso, que juntamente com o seu inseparável cão McBarker, se envolve em situações muito engraçadas, precisamente devido à sua fraca visão.